# Verron Haynes
 Der er for få eller ingen kildehenvisninger i denne artikel, hvilket er et problem. Du kan hjælpe ved at angive troværdige kilder til de påstande, som fremføres i artiklen.

Verron Ulric Haynes (født 17. februar 1979) er en professionel amerikansk fodbold-spiller fra USA, der spillede for de professionelle NFL-hold Pittsburgh Steelers og Atlanta Falcons. Han spillede positionen running back. 